# Acanthurus auranticavus
Acanthurus auranticavus is een  straalvinnige vissensoort uit de familie van doktersvissen (Acanthuridae). De wetenschappelijke naam van de soort is voor het eerst geldig gepubliceerd in 1956 door Randall.